# Транспорт в Волгоградской области
Транспортное значение Волгограда обусловлено выгодным географическим положением города, находящегося в месте наибольшего сближения двух крупных рек — Волги и Дона — и железнодорожных магистралей. Через город проходят федеральные трассы:
- Р22 «Каспий» и
- А260 «Волгоград — Граница с Украиной», которые входят в европейский маршрут E 40 (самый длинный из европейских маршрутов, протяжённостью 8 000 км);
- в северном направлении проходит Р228,
- в южном направлении Р221,
- в юго-западном А153 (западный объезд Волгограда).

По территории области проходят важные железнодорожные, автомобильные, водные и воздушные трассы. Общая протяжённость железнодорожных путей составляет 1,6 тыс. км, внутренних судоходных путей — 1,5 тыс. км, автомобильных дорог — более 14 тыс. км (83 % дорог общего пользования имеют твёрдое покрытие). Низовья Волги и Дона, связанные Волго-Донским судоходным каналом, создают благоприятные условия для транспортировки различных грузов через область из портов государств Европы в зоны судоходства Африки, Ближнего и Среднего Востока.
В 2022 году валовая добавленная стоимость транспортировки и хранения составила 71 млрд рублей, или 6% от ВРП региона.

## Автомобильный транспорт

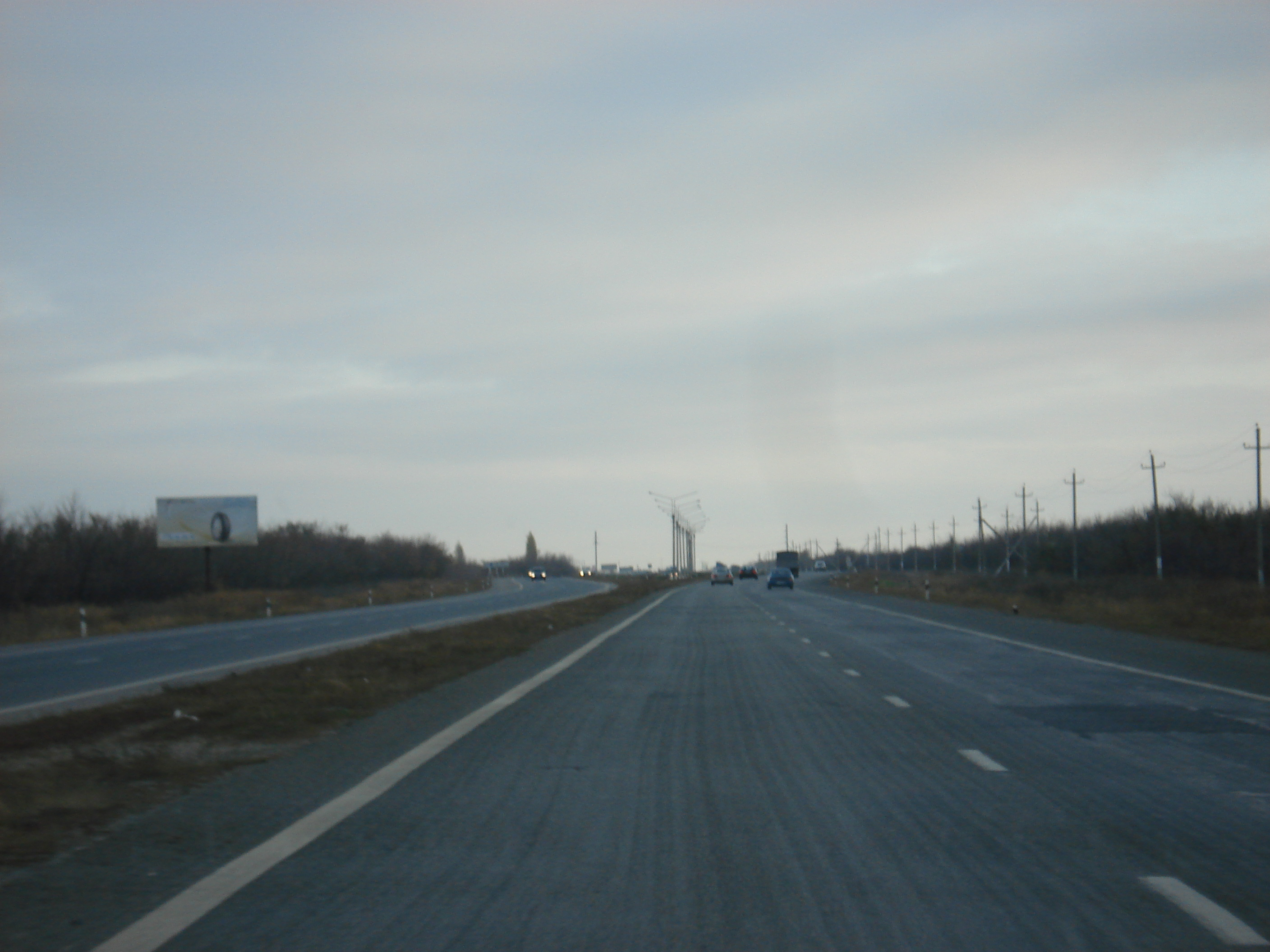
Автодорога недалеко от Волгограда

Через территорию области проходят важные железнодорожные, автомобильные, водные и воздушные трассы. Общая протяжённость железнодорожных путей составляет 1,6 тыс. км, внутренних судоходных путей — 1,5 тыс. км, автомобильных дорог — более 14 тыс. км (83 % дорог общего пользования имеют твёрдое покрытие). Низовья Волги и Дона, связанные Волго-Донским судоходным каналом, создают благоприятные условия для транспортировки различных грузов через область из портов государств Европы в зоны судоходства Африки, Ближнего и Среднего Востока.
Автомобильный
По территории Волгоградской области проходят:
| Индекс автодороги | Часть дороги   | Наименование                            | Значение                                                | Протяжённость (км) |
| ----------------- | -------------- | --------------------------------------- | ------------------------------------------------------- | ------------------ |
| Р22               | E 40 E 119 AH8 | Каспий                                  | федеральная магистраль                                  | 1381               |
| А260              | E 40 AH70      | Волгоград — Граница с Украиной          | федеральная дорога                                      | 315                |
| Р228              |                | Сызрань — Саратов — Волгоград           | федеральная дорога                                      | 708                |
| Р221              |                | Р-22 — Элиста                           | федеральная трасса, подъезд к Элисте от трассы «Каспий» | 250                |
| Р229              |                | Самара — Энгельс — Волжский — Волгоград | региональная дорога                                     | 860                |
| 18Р-1             |                | Волгоград — Астрахань                   | региональная дорога                                     | 420                |
| 18К-1             |                | Волгоград — Сальск — Тихорецк           | региональная дорога                                     | 500                |
| 18К-01-17         |                | шоссе Авиаторов                         | региональная дорога                                     | 17                 |
| 18К-4             |                | Западный объезд Волгограда              | региональная дорога                                     | 162                |
| 18А-1             |                | Калининск — Камышин                     | межмуниципальная дорога                                 | 211                |
| 18А-2             |                | Михайловка — Суровикино                 | межмуниципальная дорога                                 | 188                |
| 18А-3             |                | Иловля — Камышин                        | межмуниципальная дорога                                 | 144                |
| 18А-4             |                | Фролово — Камышин                       | межмуниципальная дорога                                 | 147                |
| 18А-5             |                | Третья продольная магистраль            | региональная дорога                                     | 27 (фактически)    |

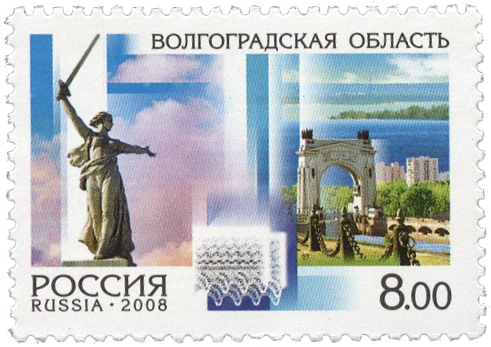
Почтовая марка 2008 года

В 2018 году в рамках реконструкции федеральной трассы Р-22 «Каспий» начались работы по проектированию автомобильной дороги в обход города Волгограда. Первая очередь обхода сдана 23 декабря 2024 года.
Центральный автовокзал находится в Центральном районе города, неподалёку от железнодорожного вокзала Волгоград I. Автовокзал является конечной остановкой для большей части внутриобластных и междугородных автобусов. Регулярное автобусное сообщение связывает Волгоград с крупными городами России и приграничных государств: Астрахань, Баку, Воронеж, Дербент, Днепр, Донецк, Казань, Киев, Краснодар, Москва, Набережные Челны, Одесса, Полтава, Ростов-на-Дону, Саратов, Харьков, Элиста и другими. Посадка на многие междугородные рейсы ведётся прямо на Привокзальной площади железнодорожного вокзала.
Автовокзал «Южный» располагается в Красноармейском районе Волгограда. Отсюда осуществляются внутриобластные автобусные рейсы в Калач-на-Дону, Светлый Яр, Октябрьский и другие районы, а также междугородные рейсы в Астрахань, Волгодонск, Ростов-на-Дону, Элиста и другие, в основном, транзитные направления.

## Водный транспорт

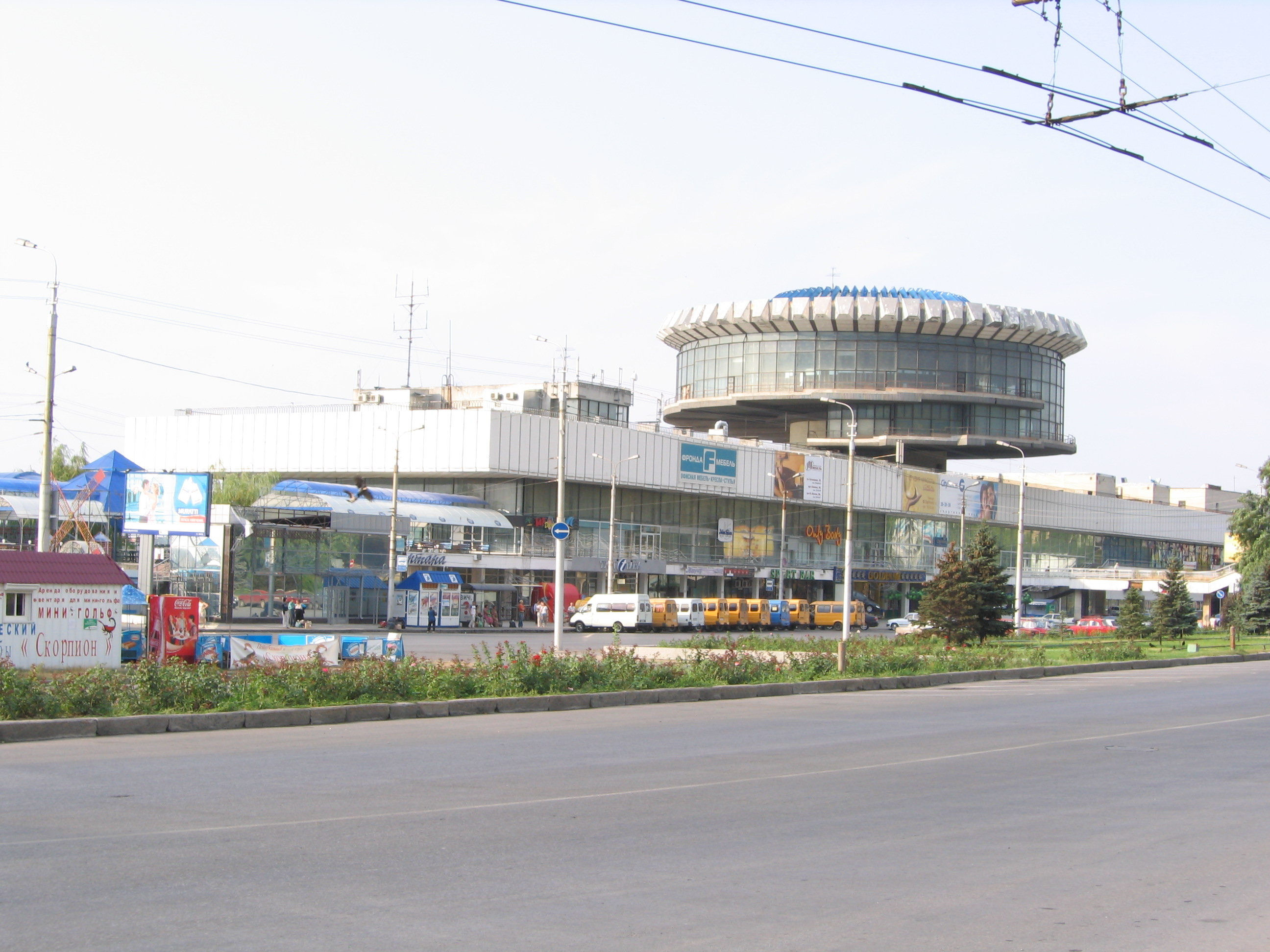
Речной вокзал

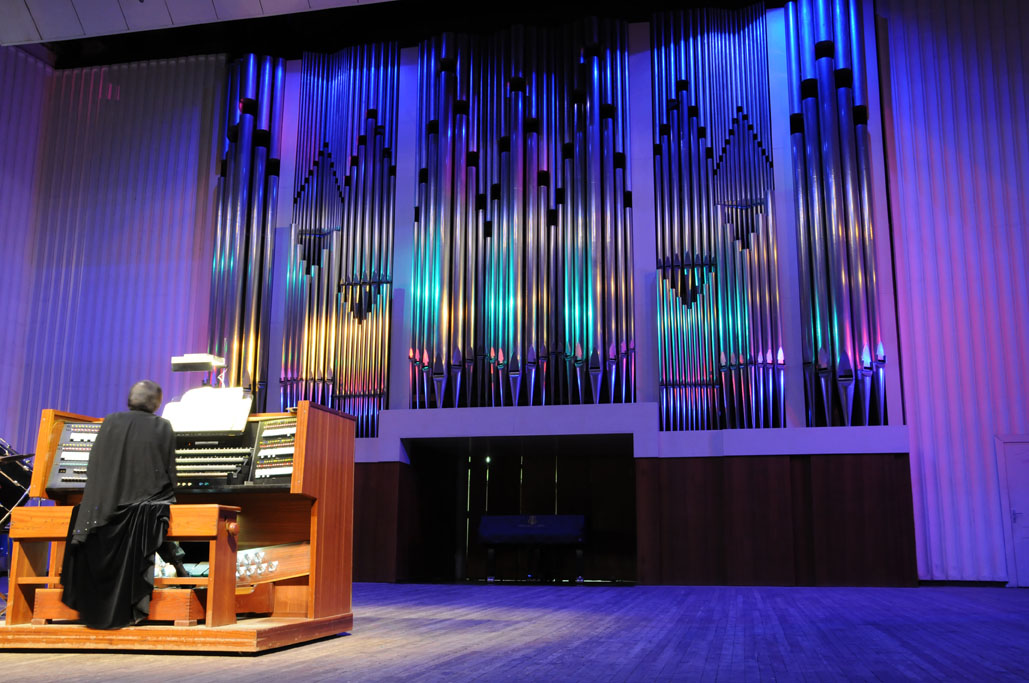
Орга́н «Rieger-Kloss opus 3561» в Центральном концертном зале Волгограда

Основные водные артерии области — реки Волга и Дон. Портовыми городами являются: Волгоград, Калач-на-Дону, Камышин, Волжский.
Речной транспорт на Волге старейший в Волгограде. Благодаря географическому положению города на пересечении транспортных коридоров Север-Юг и Дунай — Волга он играет очень важную роль в его развитии. В настоящее время речной транспорт Волгограда находится в упадке.
Речной вокзал — крупнейшее сооружение подобного типа в Европе. В 1985—1988 годах был крупнейшим по пассажирскому грузообороту портом на Волге. Длина здания — 296 метров, что почти равняется длине Красной площади. Высота вокзала в его высшей точке, так называемой «шайбе», составляет 47 метров. Зал ожидания рассчитан на 700 человек. Непосредственно к причалам вокзала одновременно могут пришвартовываться 6 теплоходов. Также в здании речного вокзала расположен центральный концертный зал города. Кроме того, на втором этаже располагаются клуб «Пиранья» и спортивный клуб «СитиФитнес».

## Воздушный транспорт
Воздушный транспорт в Волгограде не имеет первостепенного значения в связи с близостью к центральным районам страны и развитости других видов транспорта, однако его работа значительно влияет на работу всей транспортной инфраструктуры региона.
Аэропорт Гумрак — международный аэропорт города Волгограда, расположенный на северо-западе Дзержинского района, был создан в 1954 году на основе бывшего военного аэродрома, существовавшего с 1940 года.
Аэродром имеет класс В, и способен принимать самолёты Ил-76, Ту-154, А-320, Boeing-737, Boeing-757, Ту-204 и все более лёгкие, а также вертолёты всех типов. Классификационное число ВПП (PCN) 44/F/D/X/T.

## Железнодорожный транспорт

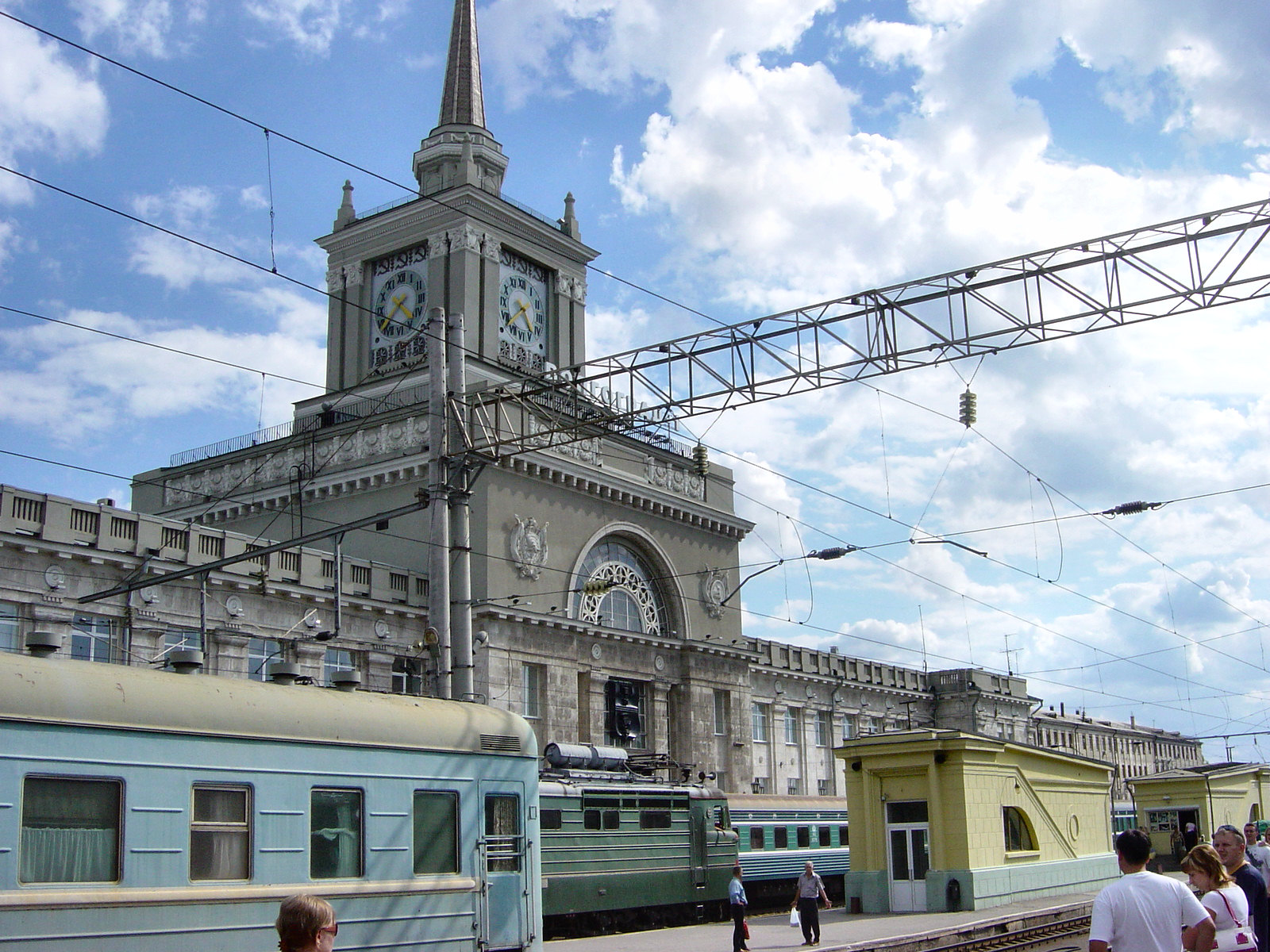
Вокзал Волгоград I

Первые рельсовые пути в Царицыне появились в 1862 году с открытием ветки от Царицына до Калача-на-Дону. В 1871 году вступила в эксплуатацию линия Царицын—Борисоглебск, а также линия Царицын—Лихая. Наконец, в 1897 году последовало открытие движения по линии Царицын—Тихорецкая. С этого времени грузооборот Царицынского железнодорожного узла стал возрастать как за счёт внутригородских грузов, так и за счёт перевалочных операций с воды на железную дорогу и обратно.
В Волгоградской области находятся железные дороги, принадлежащие ОАО «РЖД» и относящиеся к Приволжской железной дороге. На территории области расположено Волгоградское отделение Приволжской железной дороги — одно из трёх отделений Приволжской железной дороги так же на территории области есть участки Северо-Кавказской и Юго-Восточной железных дорог. Всего на территории области находятся 75 станций.
Современный областной центр является железнодорожным узлом пяти направлений. Все железные дороги в городе относятся к Волгоградскому отделению Приволжской железной дороги.
Вокзалы и станции:
- Волгоград-1 — центральный железнодорожный вокзал Волгограда. Обслуживает как пригородные поезда, так и поезда дальнего следования.
- Волгоград-2 — второй по значению вокзал Волгограда, является вокзалом пригородного сообщения. Есть планы по использованию от вокзала поездов «Аэроэкспресса» в аэропорт Гумрак.
- Сарепта — станция дальнего и пригородного сообщения города, расположенная в Красноармейском районе города Волгограда.
- Ельшанка — станция пригородного сообщения, расположенная в Советском районе города (её расположение не совпадает с одноимённой станцией скоростного трамвая.
- Имени Максима Горького — крупная сортировочная станция сетевого значения.

Кроме того, в Волгограде функционирует Приволжская детская железная дорога.